# Mundo Perdido (Manleuana)
Mundo Perdido (deutsch Verlorene Welt) ist eine osttimoresische Aldeia im Suco Manleuana (Verwaltungsamt Dom Aleixo, Gemeinde Dili). 2015 lebten in der Aldeia 82 Menschen.
Der Name der Aldeia ist abgeleitet vom Monte Mundo Perdido im Osten des Landes.

## Geographie
Mundo Perdido liegt im Nordwesten des Sucos Manleuana und nimmt den Westen des Stadtteils Lisbutac ein. Südlich und östlich liegt die Aldeia Lisbutac und nördlich die Aldeia Lemocari. Im Westen liegt das Flussbett des Rio Comoro, der aber nur in der Regenzeit Wasser führt. Am anderen Flussufer liegt der Suco Tibar der Gemeinde Liquiçá.